# Nagyszarva
Nagyszarva (szlovákul Rohovce, korábban Veľká Sarva) község Szlovákiában, a Nagyszombati kerületben, a Dunaszerdahelyi járásban. Egykor Szentandrás, Szentandrásfa és Szentandrásfalva néven is szerepelt. Kövecses (Štrkovec) tartozik hozzá.

## Fekvése
Dunaszerdahelytől 15 km-re nyugatra, a Csallóköz déli részén fekszik

## Története
1250-ben Zerva néven említik először. 1294-ben Magna villa Zorus, 1309-ben Sanctus Andreas, 1397-ben Nagzarua, 1410-ben Zenthandras néven szerepel az írott forrásokban. Királyi udvarnokok lakóhelye volt, majd a Szentgyörgyi és Bazini grófok birtoka. Ezután több nemesi család követte egymást a birtokosok között, a legjelentősebbek a Sárkány, az Illésházy, a Batthyány és Pongrácz családok voltak. Az egykori Szentandrás (Andrásfalva) a mai településtől északra feküdt. A településnek egykor vára volt, melyet a 15. században a Sárkány család építtetett. 1521-ben II. Lajos is vendégeskedett benne. 1570-ben új tulajdonosa Illésházy István reneszánsz kastéllyá alakíttatta át. A Batthyány család előbb barokk, majd a 19. század közepén a Pongrácz család klasszicista stílusban építtette át. Gróf Pongrácz Pál mintagazdaságot létesített a közel 4000 holdas birtokon. Egyházi iskoláját 1892-ben alapították.
Vályi András szerint „Nagy Szarva, Kis Szarva. Két falu Poson Várm. Kis Szarvának földes Urai több Urak; Nagy Szarvának pedig Gr. Illésházy Uraság, a’ kinek épűletével jelesíttetik; fekszenek Vajkához közel, és annak filiáji; határjai jók, vagyonnyai is külömbfélék.”
Fényes Elek szerint „Szarva, (Nagy), magyar falu, Poson vgyében, Somorjához 3/4 órányi járásra, a Szerdahelyre vivő országut mellett. Van egy nagy, órával ékesitett négyszegletü kastélya, kath. filial-temploma, egy kis erdőcskéje, 329 kath., 1 ref. lak., kik sok és jó szántóföldekkel birnak. Rétei hasznosak, valamint az uraság majorsága és juhtenyésztése is igen nevezetes. Ezelőtt derék urasági ménese volt, melly tartós kocsi-lovakat nevelt. Birta ezen helységet a hozzá tartozó uradalommal együtt, a közönségesen szeretett, s jobbágyaihoz igen kegyes ur gróf Illésházy István, ki utolsó éveiben maga is itten tartá lakását. Ut. p. Somorja.”
A trianoni békeszerződésig Pozsony vármegye Somorjai járásához tartozott. Kastélyát a második világháborút követő időkben súlyosan megrongálták és kirabolták.

## Népessége
| Év:            | 1994. | 2004.   | 2014.    | 2024.    |
| -------------- | ----- | ------- | -------- | -------- |
| Emberek száma: | 1018  | 1074    | 1215     | 1073     |
| Eltérés:       |       | +5,50 % | +13,12 % | -11,68 % |

| Év:            | 2023. | 2024.   |
| -------------- | ----- | ------- |
| Emberek száma: | 1082  | 1073    |
| Eltérés:       |       | -0,83 % |

1880-ban 420 lakosából 398 magyar és 6 szlovák anyanyelvű volt.
1890-ben 387 lakosából 379 magyar és 2 szlovák anyanyelvű volt.
1900-ban 449 lakosából 441 magyar és 6 szlovák anyanyelvű volt.
1910-ben 448 lakosából 446 magyar anyanyelvű volt.
1921-ben 526 lakosából 525 magyar és 1 csehszlovák volt.
1930-ban 504 lakosából 493 magyar és 5 csehszlovák volt.
1941-ben 533 lakosa mind magyar volt.
1991-ben 1103 lakosából 971 magyar és 102 szlovák volt.
2001-ben 1037 lakosából 909 magyar és 120 szlovák volt.
2011-ben 1192 lakosából 852 magyar és 204 szlovák volt.
2021-ben 1108 lakosából 828 (+31) magyar, 238 (+24) szlovák, 2 (+2) cigány, 14 (+1) egyéb és 26 ismeretlen nemzetiségű volt.

## Nevezetességei
- Reneszánsz kastélya 1570-ben 15. századi vár felhasználásával épült. Homlokzatán az építő Illésházy család címere látható. Az épületegyüttest nagy park övezi. Jelenleg idősek otthona.
- Szent András apostol tiszteletére szentelt római katolikus temploma középkori eredetű. A 13. század közepén épült, a 15. században gótikus stílusban átalakították. 1761-ben barokk stílusban újjáépítették, de román és gótikus részletei még láthatók.
- Művelődési házát 1986-ban építették.
- Menekülttábor az egykori kaszárnyában. A belügyminisztérium 2001-ben a község jóváhagyása nélkül hozta létre a tábort.[6]
- Kopjafa a temetőkertben. A népművészeti motívumokkal díszített, tölgyfából faragott emlékoszlop Demeter József erdélyi fafaragó művész alkotása. Közadakozásból emelték 2020 június 4-én.[7]

## Oktatásügy
- Magyar tanítási nyelvű általános iskolájának a 2009/2010-es tanévben 104 tanulója volt. Szlovák kisiskoláját létszámhiány miatt megszüntették.

## Külső hivatkozások
- Hivatalos oldal
- Községinfó
- Nagyszarva Szlovákia térképén
- Nagyszarva kastélya